# ルイ4世 (西フランク王)

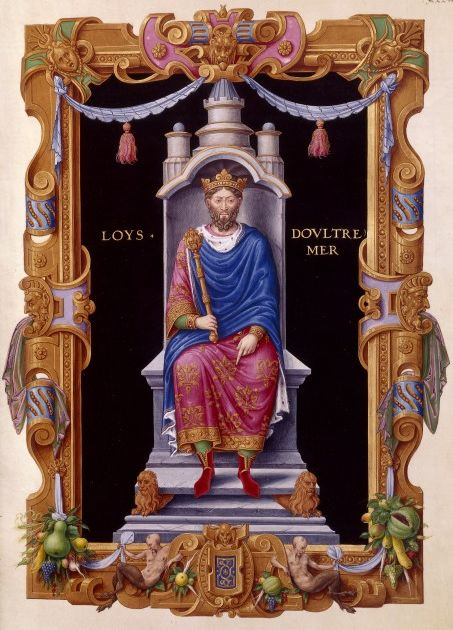
ルイ4世

ルイ4世・ドートレメル（フランス語：Louis IV d'Outremer, 920年9月10日 - 954年9月10日）は、西フランク王国（カロリング朝）の国王（在位：936年 - 954年）。シャルル3世（単純王）とイングランド王エドワード（長兄王）の娘エドギフの息子。
幼児期に海外であるイングランドに逃れて育ったため、渡海王（d'Outremer, 海外王）と称された。

## 生涯
920年9月10日、ラン（エーヌ県）で生まれた。923年に父のシャルル3世が拘束・廃位されたため、当時わずか3歳だったルイは母とともに伯父であるイングランド王アゼルスタンのもとへ「海を越えて」避難した。そのため彼には「Transmarinus」（Outremer、ウトラメール、海外）の渾名が付けられた。
936年、前王ラウールが崩御し、ルイはユーグ大公（ユーグ・カペーの父）によりフランスへ呼び戻されて戴冠した。しかし彼の統治権はランの街と北フランスのいくつかの場所に限られていた。ルイ4世は対立する貴族に自らの王権を認めさせていったが、ユーグ大公との間には対立が絶えなかった。
939年には神聖ローマ皇帝オットー1世とロタリンギアをめぐって争ったが、結局同年にルイ4世はオットー1世の妹ゲルベルガと結婚し、ロートリンゲン大公位はオットー1世の弟ハインリヒ1世に与えられた。ゲルベルガは同年に前夫ロートリンゲン大公ギゼルベルトと死別していた。
954年9月10日、ルイ4世はランス（マルヌ県）で落馬事故のため崩御し、サン＝レミ聖堂に葬られた。王位は息子のロテールが継いだ。

## 子女
東フランク王ハインリヒ1世の娘でロートリンゲン大公ギゼルベルト未亡人ゲルベルガとの間に以下の子女がいる。
- ロテール（941年 - 986年） - 西フランク王
- マティルド（943年 - 992年） - 950年頃、ブルグント王コンラートと結婚
- シャルル（945年 - 953年）
- ルイ（948年 - 954年）
- シャルル（953年 - 991年） - 下ロレーヌ公